# アメーラ
アメーラは、静岡県で開発された高糖度のトマト。株式会社サンファーマーズによりブランド管理、生産支援などの指導・管理がなされ、登録商標となっている。

## 概要
1993年、静岡県農業試験場（現静岡県農林技術研究所）が研究を開始し、1994年に発表された灌水を抑えた養域栽培システムによる高糖度トマトの栽培方式により静岡県焼津市、藤枝市、牧之原市、静岡市、沼津市、長野県軽井沢町などで栽培されている。
名前の由来は静岡弁の「甘えらー」（あめえらー：「甘いだろー」の意）から。フルーツ並みあるいはそれ以上の糖度を目指して作られている。
糖度は普通のトマトの1/3の大きさで成熟するように独自に栽培されている。甘さ、栄養価もしっかり濃縮している。
秋から冬には酸味が強くなり、最も甘く感じるのは4月～5月頃である。ビタミン、カリウム、γ-アミノ酪酸の含有量が普通のトマトより多いものとなっている。
静岡県大井川町、藤枝市、静岡市、沼津市の生産者グループでは、低段密植栽培により周年生産を行っている。
糖度基準
- 1月21日～6月15日＝8度以上
- 6月16日～翌年1月20日＝7度以上（いずれも秀品・優品・A品）

2011年4月12日から18日にはローソンより「アメーラトマトとチーズのスイーツ」が販売された。